# Pinfall

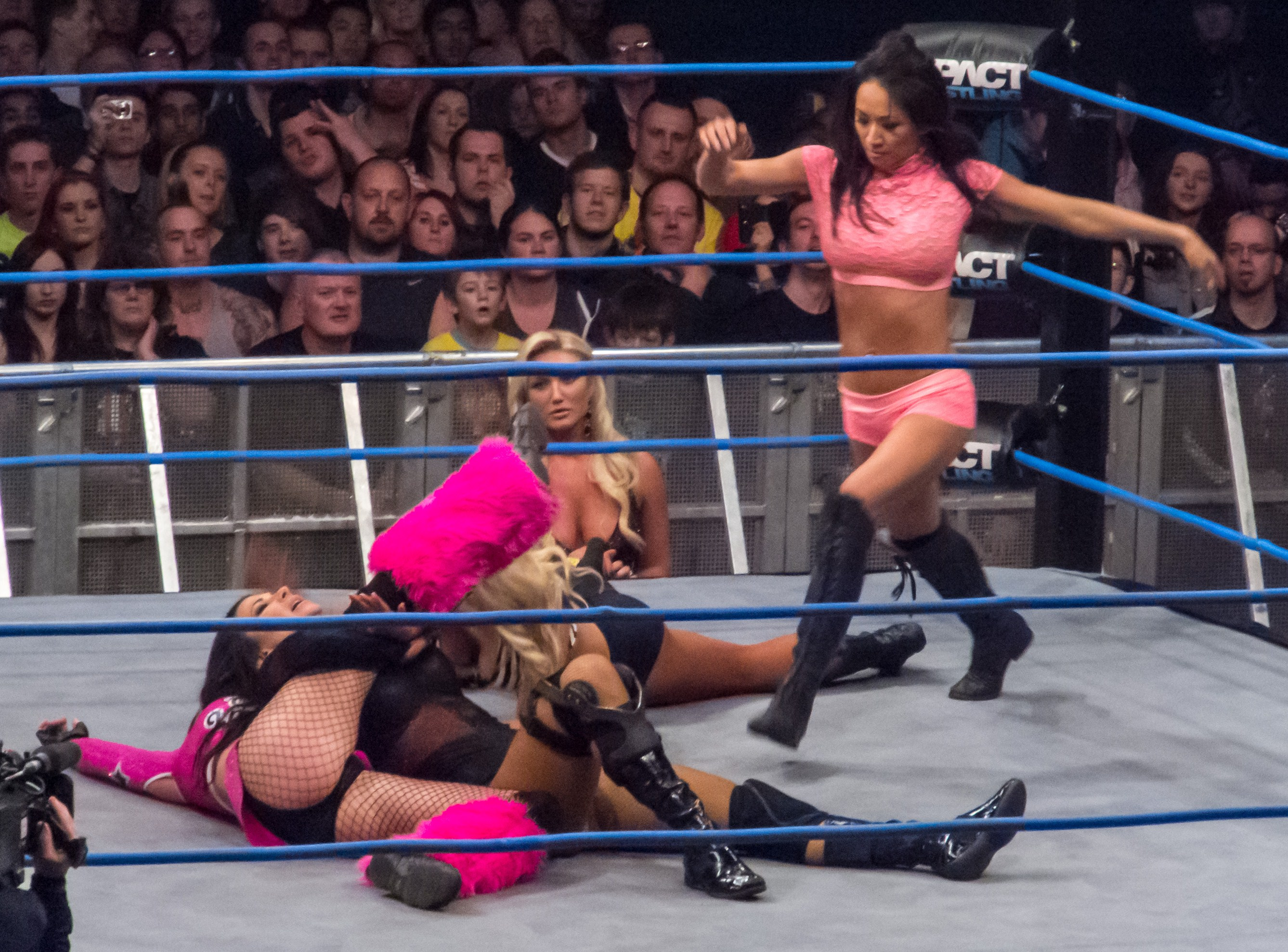
Tara cubre a Velvet Sky mientras Gail Kim trata de interrumpir el pinfall.

Pinfall, también llamado pin, fall o puesta de espalda, es una condición de victoria en la lucha libre profesional consistente en varias formas de agarre al oponente para concluir apoyando y manteniendo sus hombros contra la lona durante el tiempo necesario. En los combates, usualmente el pinfall es realizado después de un movimiento contundente para aturdir al rival y mantenerle contra el suelo, aunque existen otras variantes para facilitar un pinfall rápido.
El propósito de estas variantes es apoyar la espalda y los hombros del rival en el piso durante la cuenta de tres; el pinfall es interrumpido cuando el oponente logra apartar sus hombros de la lona, algo llamado kickout. El método más común es lanzar sus piernas en una patada al aire para que el impulso levante momentáneamente su espalda del suelo, aunque otro método es tocar una de las cuerdas del ring. De hecho, es común que luchadores heel se ayuden de las cuerdas para mantener el pinfall en su sitio sin que el árbitro lo vea.

## Variaciones

### Backslide

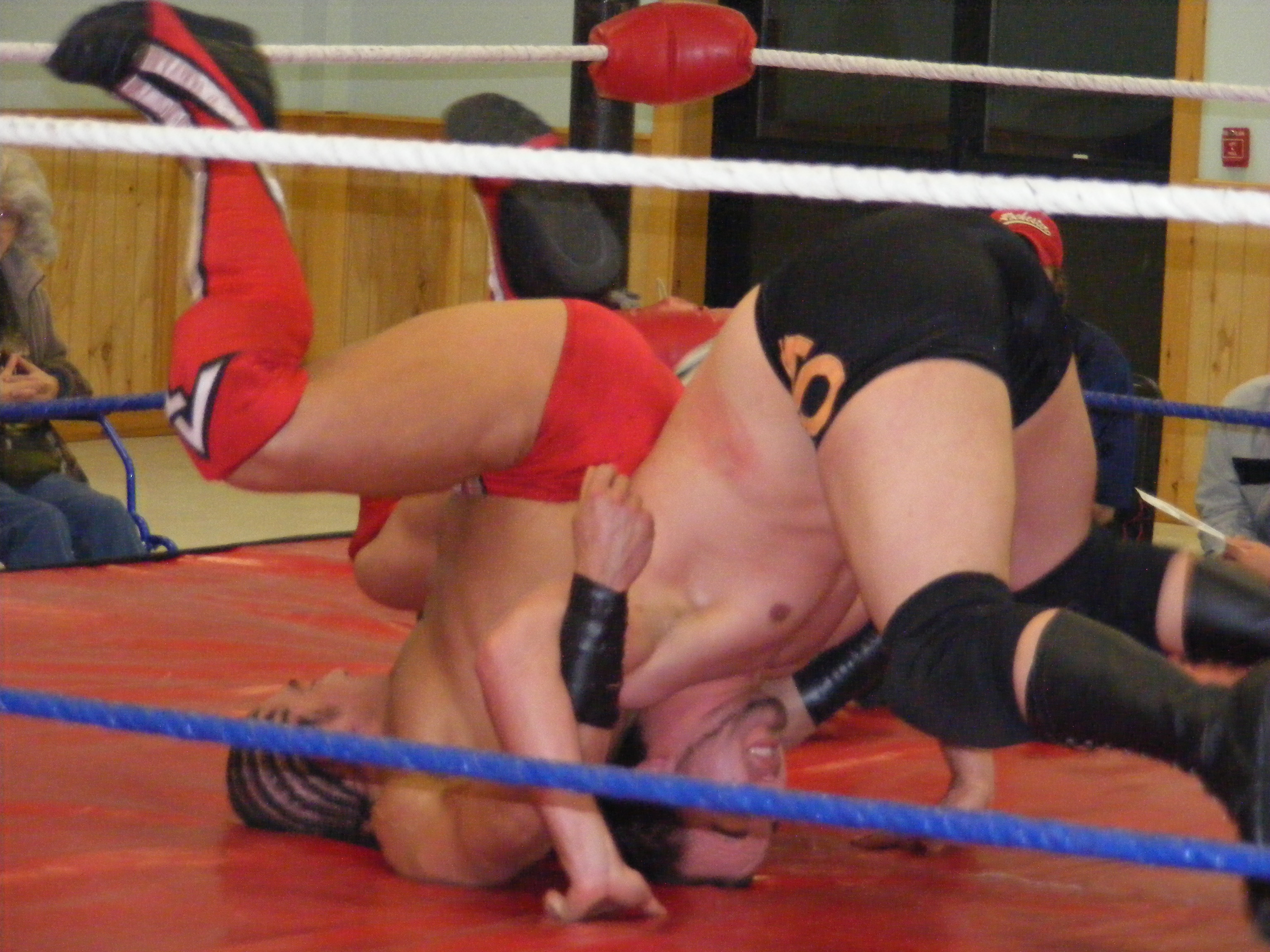
Un backslide pin.

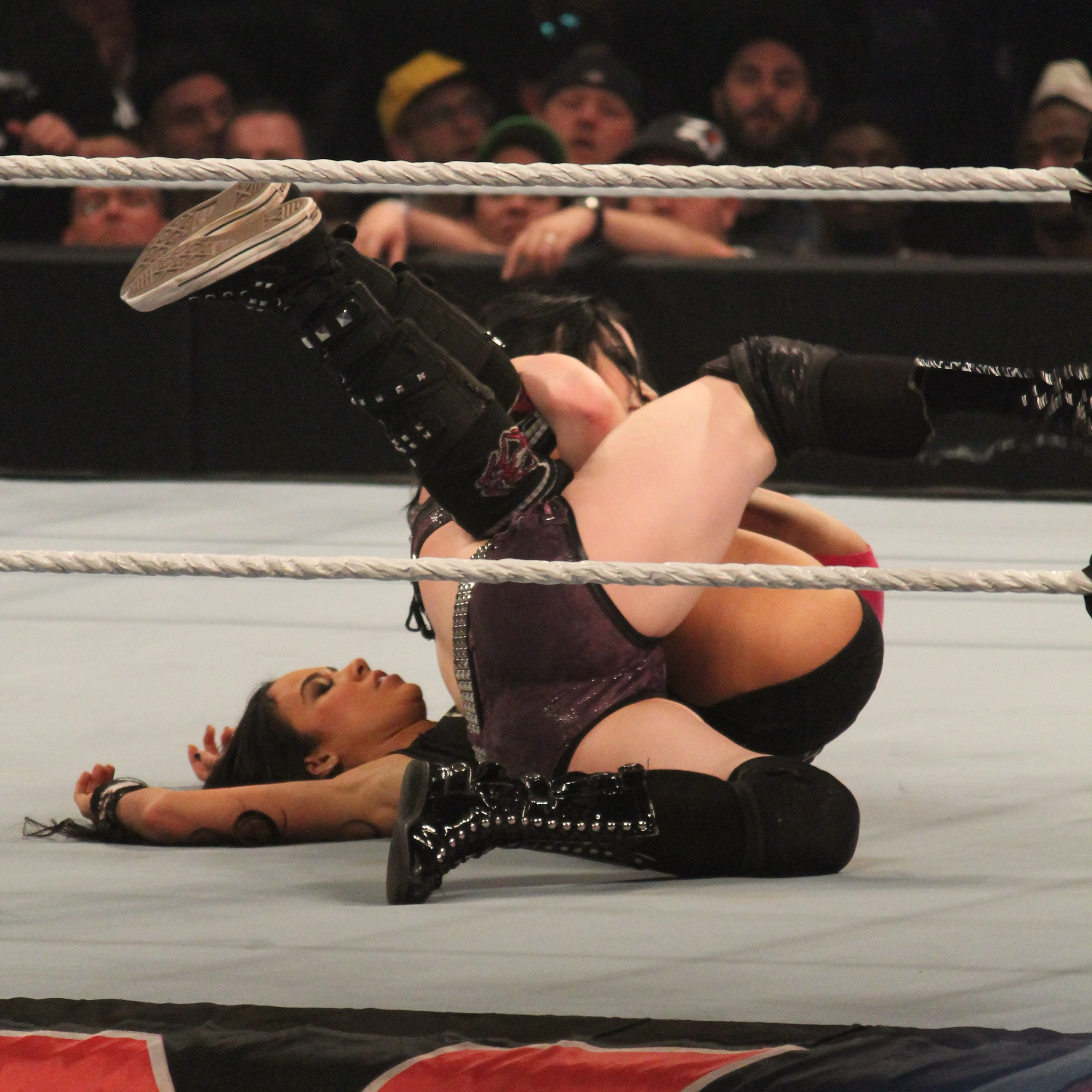
Paige cubre a AJ Lee agarrando ambas piernas.

También llamado Tabla Marina. El usuario se sitúa espalda contra espalda con el rival y pasa sus brazos por debajo desde los suyos, manteniendo sus espaldas juntas; entonces, súbitamente, el luchador se inclina hacia delante, empujando con los brazos las axilas del otro para deslizar al oponente sobre su espalda y apoyar sus hombros contra la lona.

### Bridging
En esta técnica, usada después de varios tipos de belly to back suplex, el usuario sigue agarrando la cintura del oponente tras impactar y arquea su espalda hasta quedar apoyado únicamente sobre las punteras y la cabeza, despegando así sus propios hombros del tapiz y permitiendo que el pinfall al rival sea aplicado.

### Versión
Esta es la versión básica y original del pinfall, consistente únicamente en apoyarse encima de un oponente boca arriba. En ocasiones, cuando el usuario se halla extremadamente exhausto, la técnica es realizada apoyando un solo brazo. De hecho, la facilidad para realizar esta técnica ha originado que en algunos combates se halla aplicado el pinfall accidentalmente o involuntariamente.

### Cradle
El usuario se tumba sobre el pecho del oponente, estando este boca arriba, y atrapa sus piernas, la derecha con el brazo izquierdo y viceversa. Tras ello, el usuario tira de ellas para realizar la cuenta.

#### Somersault cradle
En esta técnica, el usuario se halla frente al oponente y, agachándose ante él, agarra su brazo y sitúa una pierna detrás de las del rival. Desde esa posición, el usuario da una voltereta frontal creando una zancadilla con su pierna para hacer caer de espaldas al rival al tiempo que él mismo, habiendo finalizado la rotación, aterriza sentado o boca arriba, manteniendo al oponente en el sitio para finalizar el pinfall. Este movimiento fue inventado por Mr. Gannosuke como Gannosuke Clutch.
Una variante, conocida como arm trap somersault STO, consiste en aplicar el movimiento con rapidez para que la cabeza y la parte alta de la espalda del oponente impacten violentamente contra la lona, en algo similar a un brainbuster. Esta variante fue innovada en Japón por Madoka bajo el nombre de Ranhei, y es usada en Estados Unidos por Kofi Kingston bajo el nombre de S.O.S.

##### Reverse somersault
El usuario se sitúa hombro con hombro con el oponente mirando en la misma dirección que él. El luchador agarra el brazo del oponente, mete una pierna entre las suyas y se deja caer de bruces hacia delante, haciendo que el rival dé una voltereta hasta rodar con su espalda sobre la lona; entonces, el usuario agarra su pierna y lo mantiene sujeto de ella para realizar la cuenta.

#### Arm wrench inside cradle
En esta técnica, también llamada stepover armbar cradle, el usuario se acerca a un oponente sobre sus manos y rodillas y agarra un brazo, retorciéndolo y asegurándolo entre las piernas del luchador. Entonces, el usuario salta hacia delante realizando una voltereta sin soltar el brazo apresado, lo que arrastra al oponente y lo apoya sobre su espalda para realizar el conteo.
Este movimiento fue innovado por Pepe Casas bajo el nombre de La Casita, y más tarde popularizado por Último Dragón como La Magistral.

### Crucifix
El luchador inmoviliza un brazo del oponente con uno de los suyos y el otro con las piernas. Esto posiciona al usuario horizontalmente sobre la espalda del oponente, extendiendo ambos brazos en una postura de cruficixión. Desde esa pose, el luchador varía su peso haciendo caer de espaldas al oponente para contactar con su espalda en la lona.
Una variante llamada crucifix driver contempla al usuario dejándose caer hacia atrás con violencia para impactar la espalda del oponente con mayor fuerza, dejándolo aturdido antes de realizar el conteo.

### Double leg Nelson
En este movimiento, el usuario se sienta detrás del oponente sentado y tira de sus brazos, pasando sus piernas por encima y bloqueando los pies sobre la nuca del rival, en una lotus hold. Entonces el luchador rueda de lado para situar la nuca y los hombros del oponente contra la lona. Esta técnica fue innovada por Gedo como Gedo Clutch.

### European clutch
El luchador deja al oponente boca arriba y, situado detrás de su cabeza, agarra sus piernas, tirando de ellas e inclinándose hacia atrás mientras pisa sus hombros; entonces el usuario adelanta sus piernas y las pasa sobre las del oponente para sentarse encima y descargar su peso, presionando los hombros del rival contra el piso para realizar el pinfall.

### Jackknife
En esta técnica, el usuario agarra las piernas de un oponente boca arriba y da una voltereta frontal sobre ellas, descargando el peso para mantener la espalda del rival contra la lona. Este movimiento fue innovado por Edouard Carpentier.

### Gannosuke Clutch
El Gannosuke Clutch enfrenta al oponente, agarrando su brazo, girándolo en un hammerlock y luego ejecutando un salto mortal frontal mientras sostiene el brazo atrapado en su lugar, así como el movimiento de piernas con la pierna cercana del oponente, girando al oponente hacia atrás. El luchador mantiene aplicado el martillo mientras también sujeta la pierna cercana del oponente con su propia pierna. Esto fue innovado y popularizado por el Sr. Gannosuke, quien lo nombró como él mismo.

### La magistral

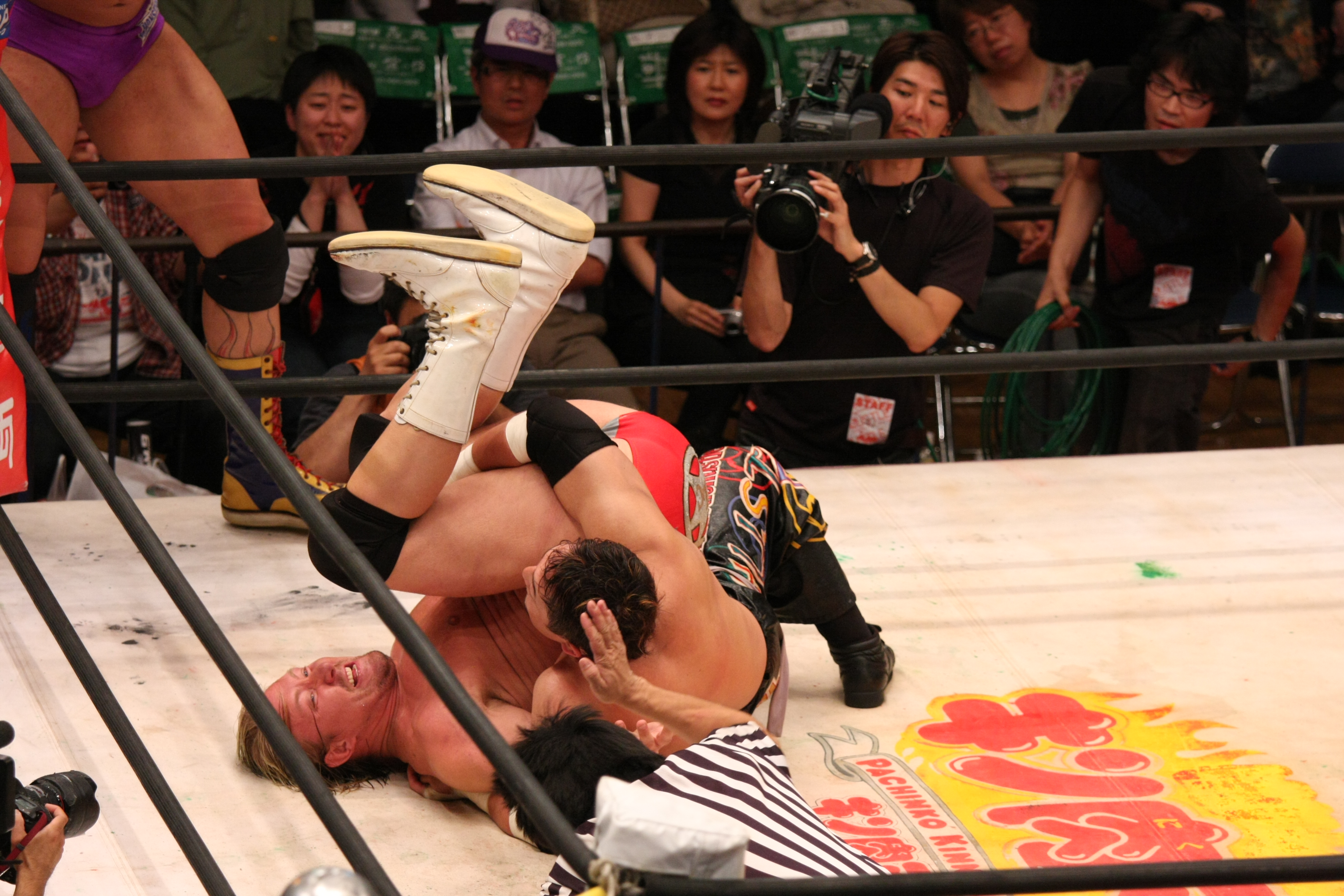
Tajiri aplicando la magistral sobre Lance Cade.

También conocido como la casita o como bandido, este movimiento consiste en un arm-wrench inside cradle y se realiza con el oponente en sus manos y rodillas. Desde esta posición, el luchador atacante se encuentra junto a la cadera del oponente, agarra un brazo y aplica un armbar. El luchador atacante entonces se posa sobre el brazo con su pierna en el interior de modo que él está de espaldas a su oponente. El luchador atacante continúa su movimiento de giro y se lanza hacia delante sobre el oponente, rodando sobre su lado. El brazo barrada actúa como una palanca, al dar vuelta al oponente sobre el atacante y sobre su espalda. El atacante engancha una o ambas piernas como el oponente se acerca y lo mantiene así aplicando un pinfall.

### Oklahoma roll
El luchador atacante deja a su oponente apoyado sobre manos y rodillas y se sitúa en perpendicular a él, metiendo un brazo bajo el del oponente y otro entre sus piernas, y hecho esto rueda frontalmente, llevando tras de sí al oponente y moviéndolo hacia un lado para contactar con sus hombros sobre la lona, mientras el usuario cae de semiincoporado.

### Prawn hold
En esta técnica, el usuario agarra ambas piernas de un rival boca arriba y se inclina sobre ellas, descargando su peso para iniciar la cuenta.

#### Reverse prawn hold
En este movimiento, el luchador agarra una o ambas piernas de un oponente boca arriba y las dobla sobre él, apoyándose de espaldas sobre ellas para hacer presión y mantener la espalda contra la lona. Este movimiento cuenta con infinidad de variantes, que convergen en una posición más o menos similar a ésta al final.
En una variante llamada twisting standing reverse prawn hold, el luchador permanece de pie con sus pies en las axilas de un luchador tendido boca arriba; desde esa posición, el usuario gira sobre sí mismo sin soltarle para voltear al oponente y apoyar su espalda contra la lona. Este movimiento es muy usado en la lucha libre japonesa, donde fue llamado Japanese Leg Roll Clutch por Super Delfín.
En otra versión, innovada por Skayde bajo el nombre de Skayde Special, el usuario deja al oponente boca abajo y se sienta junto a él, mirando en la misma dirección. Entonces el usuario agarra el brazo más lejano del rival y apresa el otro con las piernas; hecho esto, rueda lateralmente manteniendo las sujeciones para voltear al rival y que su espalda quede contra la lona, mientras agarra la otra pierna para mantenerlo en posición.

### Roll-up

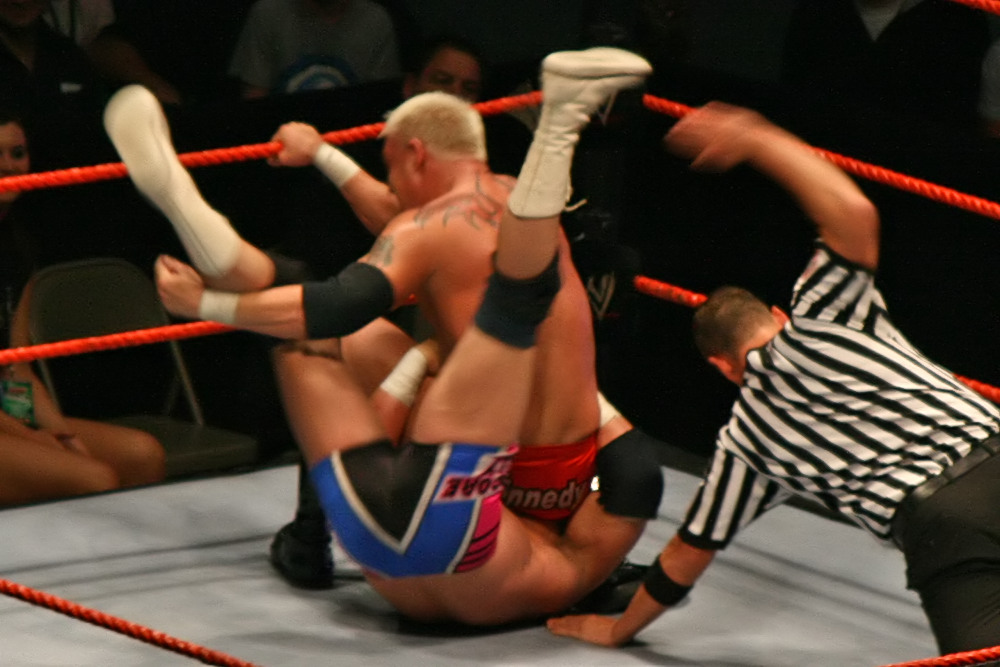
Mr. Kennedy usando una variación de roll-up en Hardcore Holly, usando las cuerdas para sujetarse.

El luchador se deja caer de espaldas al suelo al lado de un oponente y mete un brazo entre sus piernas, agarrándolas ambas, y se incorpora para usar un efecto palanca que haga descender al oponente de espaldas al suelo y realizar la cuenta. Normalmente, el roll-up es usado a traición o después de un ataque ilegal, por lo que es muy popular entre heels.
También se puede ejecutar desde el suelo, cogiéndole de una pierna o de ambas
El roll-up más común suele ser llamado genéricamente Navajita o  schoolyard pin, de modo que en luchadores masculinos se llama schoolboy y en luchadoras femeninas schoolgirl.

### Sitout
Luego de ser derribado por el atacante —generalmente luego de un sitout powerbomb, spin-out powerbomb o sunset flip— el oponente cae de espaldas sobre la lona. El oponente yace decúbito supino, boca arriba, de espaldas contra la lona, mientras que el atacante está justo frente a él, sentado sobre la lona, mirándolo y sujetándolo por las piernas, con las manos aferradas a los muslos del oponente y las pantorrillas del oponente colocadas sobre los hombros del atacante. De esta manera, con las piernas y la baja espalda del oponente despegadas de la lona, elevadas, solo los hombros y la parte superior de la espalda del oponente se encuentran haciendo contacto con la lona. Para completar el movimiento, usualmente el atacante mueve sus piernas y las coloca por encima de los brazos del oponente caído, enganchándolos y manteniéndolos aprisionados por debajo de sus piernas esperando el final de la cuenta de tres.

### Sunset flip
El usuario hace agacharse a un oponente y, situándose frente a él, salta frontalmente a lo largo de su espalda hasta dar una voltereta y aterrizar de espaldas en el suelo, con la cabeza ubicada entre las piernas del oponente. Desde esa posición, el luchador agarra ambas piernas del oponente y se incorpora hasta sentarse, haciendo caer de espaldas al oponente entre sus piernas y mantenerlo ahí hasta el final de la cuenta de tres. 
En una versión llamada sunset flip roll-up, el usuario continúa incorporándose hasta quedar de pie.

### Small package
En esta técnica, también llamada inside cradle o paquetito, el usuario mete la cabeza del oponente bajo su brazo y agarra una de sus piernas, al tiempo que sujeta la otra entre las suyas. Desde esa posición, el usuario se deja caer y rueda por el suelo para voltear al oponente y apoyar su espalda su espalda. En una variante conocida como headhold small package, el luchador apoya una pierna sobre el cuello del oponente en lugar de asegurarlo bajo el brazo. Estas técnicas suelen usarse como anticipo ante movimientos que usan como base un Headlock, como los Suplex o DDT

### Victory roll
En esta técnica, el usuario se halla sentado sobre los hombros del oponente y mirando en su misma dirección, en una posición electric chair headscissors. Entonces el luchador se deja caer hacia delante por encima de la cabeza del rival, dando una voltereta en el suelo para arrastrar tras de sí al oponente, sujeto por las axilas con las piernas del usuario, y hacerlo girar hasta situar su espalda contra la lona, con el atacante agarrando sus piernas. Este pinfall es uno de los más complejos de realizar, y suele ser usado por luchadores técnicos o de gran habilidad.
Otra variante de este movimiento, llamada wheelbarrow bodyscissors victory roll, consiste en que el luchador se mantiene rodeando con sus piernas la cintura del rival de espaldas a él, dando después una voltereta hacia delante para pasar entre las piernas del oponente y voltearle como en la versión original. Esta versión puede a veces finalizar en un wheelbarrow facebuster.

#### Reverse victory roll
El luchador deja agachado al rival y se sienta sobre su espalda, rodeando su torso con las piernas por debajo de las axilas. Entonces, el usuario se deja caer hacia atrás para arrastrar al oponente y situar su espalda contra la lona.

### Rest in peace
Pin original de The Undertaker donde apoya las manos del rival en su pecho después de un Tombstone Piledriver. Luchadores como CM Punk o Triple H lo han ejecutado contra el mismo Undertaker sin éxito.